# هيفاء أبو غزالة
هيفاء شاكر أبو غزالة (1945 - ) سياسية أردنية شغلت عدة مناصب عليا في الأردن وفي الامم المتحدة ومنظماتها، وتشغل منصب الأمين العام المساعد لجامعة الدول العربية منذ (5 سبتمبر 2013 ) ووزيرة السياحة والآثار في حكومة الدكتور معروف البخيت منذ عام ( 2011-2012) وعضو مجلس الأعيان الأردني منذ عام (2007-2011)ومبعوث الأمين العام لجامعة الدول العربية للمجتمع المدني عام 2013، كما كانت ممثلة الأردن في منظمة المرأة العربية وعضواً في المجلس التنفيذي للمنظمة منذ عام (2007-2014) والمديرة الإقليمية لمنظمة الأمم المتحدة للمرأة منذ عام (1995-2007 ) والأمين العام للمجلس الوطني لشؤون الأسرة منذ عام (2007-2011 ).

## المؤهلات العلمية
- بكالوريوس علم نفس. [3]
- دكتوراه تربية وعلم نفس.
- دكتوراه ارشاد تربوي.

## المناصب
- مساعد للأمين العام لجامعة الدول العربية 2013 [3]
- مدير اقليمي لصندوق الامم المتحدة الانمائي للمراة (اليونيفم ) للدول العربية.
- ضابط اتصال للامم المتحدة لمنتدى المنظمات الغير حكومية للمؤتمر العالمي للمراة.
- رئيس الاتحاد النسائي الأردني (1993-1995).
- منسق مشاريع اقليمية في اليونيفم.
- مستشار للوزير والمدير العام للعلاقات الخارجية في وزارة التربية والتعليم في الأردن.
- عضو هيئة كلنا الأردن الملكية.
- عضو اللجنة الدولية لجائزة الشيخة سبيكه لتمكين المراة لعام 2007.
- عضو المكتب التنفيذي لمنظمة المراة العربية.
- عضو مجلس اداري لمنظمة الاسرة العربية.
- عضو مجلس امناء المجلس الوطني لشؤون المراة.
- عضو مجلس الاعيان 2007.